# ニクラス・ジューレ
- ニクラス・ズーレ
- ニクラス・ズューレ

ニクラス・ジューレ（Niklas Süle, 1995年9月3日 - ）は、ドイツ・ヘッセン州フランクフルト・アム・マイン出身のサッカー選手。ボルシア・ドルトムント所属。ドイツ代表。ポジションはディフェンダー。

## クラブ経歴

### TSG1899ホッフェンハイム
2010年、TSG1899ホッフェンハイムユースに移籍し、2013年にトップチームに昇格した。2013年5月11日、ブンデスリーガ・ハンブルガーSV戦でデビューを果たした。81分にアンドレアス・ルドウィックと交代するまでプレーし、チームは1-4で敗れた。2012-13シーズン、ホッフェンハイムは1.FCカイザースラウテルンとの入れ替え戦に勝利し1部残留を果たしたが、ジューレはリーグ戦2試合と入れ替え戦2試合に出場した。
2013-14シーズンには重要な選手となり、リーグ戦25試合に出場して4ゴールを挙げた。
2014-15シーズンは、開幕から14試合連続でフル出場していたが、2015年12月12日のフランクフルト戦で前十字靭帯断裂という負傷をした。この負傷により、このシーズンの残りの試合をすべて欠場した。2015-16シーズンは負傷から復帰し、リーグ戦33試合に出場した。
2016-17シーズンはリーグ戦33試合に出場し、ホッフェンハイムの4位躍進に貢献した事で、チェルシーやバイエルン・ミュンヘンなどのメガクラブがジューレ獲得に興味を持った。

### バイエルン・ミュンヘン
2017年1月15日、2017年夏に同僚のセバスティアン・ルディと共にバイエルン・ミュンヘンに加入することが内定した。7月1日に正式にバイエルンに加入した。

#### 2017-18シーズン
2017年8月18日、ブンデスリーガ開幕戦のバイエル・レバークーゼン戦に先発出場した。この試合では、同じホッフェンハイムから移籍してきたルディのアシストからシーズン最初のゴールを挙げた。9月12日、UEFAチャンピオンズリーグのRSCアンデルレヒト戦でCLデビューを果たした。このシーズンは、リーグ戦27試合で2ゴールを記録し、CLでは9試合出場した。
バイエルンは2位のシャルケと勝点差21の大差をつけ優勝し、ジューレは初のブンデスリーガのタイトルを獲得した。DFBポカールではキャリア初めて決勝進出したものの、フランクフルトに1-3で敗れた。

#### 2018-19シーズン
DFLスーパーカップのフランクフルト戦に出場し、このシーズンをスタートさせた。2019年4月20日、ヴェルダー・ブレーメン戦において決勝ゴールを挙げた。この勝利によって、バイエルンはリーグ首位になった。
5月18日、2位のボルシア・ドルトムントを勝点で2ポイント上回ってシーズンを終え、2度目のブンデスリーガ制覇を果たした。5月25日、DFBポカール決勝のRBライプツィヒ戦を3-0で勝利し、初のDFBポカール制覇を経験した。
ブンデスリーガ31試合に出場し2ゴールを挙げた。このシーズンのブンデスリーガで4番目に多いタッチ数ながら、パス成功率は95パーセントを上回った。公式戦42試合2得点の成績を残した。

#### 2019-20シーズン
UEFAチャンピオンズリーグ決勝のパリ・サンジェルマン戦では負傷退場したジェローム・ボアテングに代わり出場して優勝に貢献した。

#### 2021-22シーズン
同シーズンでバイエルンとの契約が満了することになっていたものの、契約交渉は決裂。2022年2月7日に次期シーズンよりボルシア・ドルトムントに移籍することが決まり、2026年までの契約を締結したことが発表された。

## 代表経歴
ドイツ代表として各年代でプレーし、UEFA U-17欧州選手権2012に出場した。
2016年8月26日、ドイツ代表に初選出された。
2017年5月、ロシアで開催されるFIFAコンフェデレーションズカップ2017の代表メンバーに選出された。
2018 FIFAワールドカップのメンバーに選出された。2018年6月27日、グループリーグ第3戦の韓国戦で初出場を果たすも、ドイツは0-2で敗れ、1938年大会以来となるグループリーグ敗退となった。

## 人物・エピソード
- ジューレが10代の頃、トルコサッカー協会はU-16トルコ代表でプレーする可能性についてジューレに連絡していた。しかし、ジューレの姓はトルコがルーツのように思われるが実際にはハンガリーがルーツであった[18]。ジューレはハンガリー代表でプレーする権利を有していた[19]。

- ズーレは幼少期に母国を離れドイツで育ち、兄とともにストリートサッカーや地元クラブの近くで遊びながら育ったと述べている[20]。

- 趣味としてゴルフを好み、バイエルン時代にはトーマス・ミュラーと頻繁にラウンドを行っていた。対戦ではしばしば敗れ、食事をごちそうする役になることもあった[21]。また、卓球にも高い実力を持ち、かつて地域大会で優勝した経験を公言している。

- ファッションや家族との絆を大切にし、兄ファビアンの誕生日をローマ数字で刻んだ左肩のタトゥーをはじめ、親のイニシャルや天使の翼など意味を持つデザインを複数身に入れている[22]。

- 動物愛護にも関心があり、野生動物保護活動への寄付や保護施設での交流を行っている。チャリティ活動として、Stars4Kidsを支援するために自身のサイン入り使用済みスパイクをオークション出品し、その収益を子ども支援団体に寄付した[23]。

- 一時期は体重増加によるモチベーション低下と精神的な苦悩を告白し、メンタルトレーナー、シェフ、パーソナルコーチの支援を受けて立て直した経験がある。本人はこれを「夏の間に“ニクラス・ズーレ2.0”を目指した」と表現している[24][25]。

- 近年はプレッシャーや自己評価の低下からネガティブスパイラルに陥ったこともあるが、「自分に必要なサポートを受けて、今は正しい道に戻った」と率直に語っている[26]。

## 個人成績
| クラブ                 | シーズン | リーグ         | リーグ戦 | リーグ戦 | カップ戦 | カップ戦 | 国際大会 | 国際大会 | その他 | その他 | 合計 | 合計 |
| クラブ                 | シーズン | リーグ         | 出場     | 得点     | 出場     | 得点     | 出場     | 得点     | 出場   | 得点   | 出場 | 得点 |
| ---------------------- | -------- | -------------- | -------- | -------- | -------- | -------- | -------- | -------- | ------ | ------ | ---- | ---- |
| ホッフェンハイム       | 2012–13  | ブンデスリーガ | 2        | 0        | 0        | 0        | -        | -        | 2      | 0      | 4    | 0    |
| ホッフェンハイム       | 2013–14  | ブンデスリーガ | 25       | 4        | 3        | 1        | -        | -        | 0      | 0      | 28   | 5    |
| ホッフェンハイム       | 2014-15  | ブンデスリーガ | 15       | 1        | 2        | 0        | -        | -        | 0      | 0      | 17   | 1    |
| ホッフェンハイム       | 2015-16  | ブンデスリーガ | 33       | 0        | 1        | 0        | -        | -        | 0      | 0      | 34   | 0    |
| ホッフェンハイム       | 2016-17  | ブンデスリーガ | 33       | 2        | 1        | 0        | -        | -        | 0      | 0      | 34   | 2    |
| ホッフェンハイム       | 通算     | 通算           | 108      | 7        | 7        | 1        | -        | -        | 2      | 0      | 117  | 8    |
| バイエルン・ミュンヘン | 2017–18  | ブンデスリーガ | 27       | 2        | 5        | 0        | 6        | 0        | 1      | 0      | 42   | 2    |
| バイエルン・ミュンヘン | 2018-19  | ブンデスリーガ | 31       | 2        | 4        | 0        | 6        | 0        | 1      | 0      | 42   | 2    |
| バイエルン・ミュンヘン | 2019-20  | ブンデスリーガ | 8        | 0        | 1        | 0        | 6        | 0        | 1      | 0      | 16   | 0    |
| バイエルン・ミュンヘン | 2020-21  | ブンデスリーガ | 20       | 1        | 2        | 0        | 7        | 1        | 4      | 0      | 33   | 2    |
| バイエルン・ミュンヘン | 通算     | 通算           | 86       | 5        | 12       | 0        | 25       | 1        | 7      | 0      | 133  | 6    |
| 総通算                 | 総通算   | 総通算         | 194      | 12       | 19       | 1        | 25       | 1        | 9      | 0      | 250  | 14   |

## 代表歴

### 出場大会
- U-17ドイツ代表
  - 2012年 - UEFA U-17欧州選手権 (準優勝)
- U-23ドイツ代表
  - 2016年 - リオデジャネイロオリンピック (準優勝)
- ドイツ代表
  - 2017年 - FIFAコンフェデレーションズカップ2017（優勝）
  - 2018年 - 2018 FIFAワールドカップ（グループリーグ敗退）
  - 2018年 - UEFAネーションズリーグ2018-19

### 試合数
- 国際Aマッチ 49試合 1得点 (2016年 - )[27]

| ドイツ代表 | 国際Aマッチ | 国際Aマッチ |
| 年         | 出場        | 得点        |
| ---------- | ----------- | ----------- |
| 2016       | 1           | 0           |
| 2017       | 7           | 0           |
| 2018       | 8           | 1           |
| 2019       | 8           | 0           |
| 2020       | 5           | 0           |
| 2021       | 8           | 0           |
| 2022       | 8           | 0           |
| 2023       | 4           | 0           |
| 通算       | 49          | 1           |

### 得点
| #  | 開催年月日     | 開催地               | 対戦国 | スコア | 結果 | 試合概要 |
| -- | -------------- | -------------------- | ------ | ------ | ---- | -------- |
| 1. | 2018年11月16日 | ドイツ、ライプツィヒ | ロシア | 2-0    | 3-0  | 親善試合 |

## タイトル

### クラブ
バイエルン・ミュンヘン
- DFLスーパーカップ：2回（2017, 2018, 2020）
- ブンデスリーガ：5回（2017-18, 2018-19, 2019-20, 2020-21, 2021-22）
- DFBポカール：2回（2018-19, 2019-20）
- UEFAチャンピオンズリーグ：1回 (2019-20)
- FIFAクラブワールドカップ : 1回　(2020)
- UEFAスーパーカップ：1回 (2020)

### 代表
- FIFAコンフェデレーションズカップ：2017